# Gran Depresión
La Gran Depresión, también conocida como la Crisis de 1929, fue una gran crisis financiera mundial que se prolongó durante la década de 1930, en los años previos a la Segunda Guerra Mundial. Su duración depende de los países que se analicen, pero en la mayoría comenzó alrededor de 1929 y se extendió hasta finales de los años treinta. Fue la depresión más larga en el tiempo, de mayor profundidad y la que afectó a un mayor número de países en el siglo XX. En el siglo XXI ha sido utilizada como paradigma de hasta qué punto se puede producir un grave deterioro de la economía a escala mundial.
La llamada Gran Depresión se originó en Estados Unidos, a partir de la caída de la bolsa de valores de Nueva York el martes 29 de octubre de 1929 (conocido como el crac del 29 o Martes Negro, aunque cinco días antes, el 24 de octubre, ya se había producido el Jueves Negro), y rápidamente se extendió a casi todos los países del mundo.
La depresión tuvo efectos devastadores en casi todos los países, ricos y pobres, donde la inseguridad y la miseria se transmitieron como una epidemia, de modo que cayeron la renta nacional, los ingresos fiscales, los beneficios empresariales y los precios. El comercio internacional descendió entre un 50 % y un 66 %. El desempleo en los Estados Unidos aumentó al 25 %, y en algunos países alcanzó el 33 %. Ciudades de todo el mundo se vieron gravemente afectadas, especialmente las que dependían de su industria pesada, y de la industria de la construcción, que se detuvo prácticamente en muchas áreas. La agricultura y las zonas rurales sufrieron la caída de los precios de las cosechas, que alcanzó aproximadamente un 60 %. Ante la caída de la demanda, las zonas dependientes de las industrias del sector primario, con pocas fuentes alternativas de empleo, fueron las más perjudicadas.
Los países comenzaron a recuperarse progresivamente a mediados de la década de 1930, pero sus efectos negativos en muchas zonas duraron hasta el comienzo de la Segunda Guerra Mundial. La elección de Franklin D. Roosevelt como presidente y el establecimiento de sus nuevas políticas económicas que él llamó, el New Deal (el Nuevo Trato o el Nuevo Acuerdo) en 1932, marcó el inicio del final de la Gran Depresión en los Estados Unidos. Sin embargo, en Alemania, la desaparición de la financiación exterior a principios de la década de 1930 y el aumento de las dificultades económicas, propiciaron el ascenso del nazismo y la llegada de Adolf Hitler al poder que, posteriormente, daría inicio a la Segunda Guerra Mundial.

## Antecedentes

### Consecuencias económicas de la Primera Guerra Mundial
La Primera Guerra Mundial tuvo consecuencias económicas profundas y duraderas al poner fin al orden económico internacional existente desde la segunda mitad del siglo XIX. Supuso un descenso demográfico directo e indirecto de alrededor del 10 % de la población europea y de un 3.5 % del capital existente. Desde el punto de vista financiero, el conflicto bélico conllevó un gasto público descomunal en Europa financiado por deuda pública tanto interna como externa que supuso la multiplicación por seis de la deuda ya existente; también generó la creación de dinero, lo que supuso una fuerte presión inflacionista.
En el transcurso de la guerra, diversas naciones no participantes en el conflicto como Estados Unidos y Japón se apoderaron de algunos mercados internacionales, tradicionalmente dominados por los europeos, que en ese momento centraban sus esfuerzos industriales en la producción militar. En el sector agrícola, la demanda exterior de productos alimenticios de los países participantes creció durante la guerra, lo que estimuló la producción agrícola de los países neutrales, que al acabar la guerra y volver a la situación anterior vieron cómo contaban con una oferta excesiva de productos agrícolas, lo que forzó una reducción de los precios en este sector, que sufrió grandes pérdidas.
La guerra también estableció un nuevo mapa político de Europa con nuevas fronteras que trastocó la estructura económica y comercial del continente, al romper mercados y perder eficiencia económica, con lo que fueron necesarias nuevas inversiones.
Las reparaciones económicas impuestas por los vencedores de la guerra a los derrotados fueron astronómicas. La cantidad fijada para Alemania por el Comité de Reparaciones, en 1921, fue de 132 000 millones de marcos oro, lo que significaba, en su momento inicial, el pago anual del 6 % del producto interno bruto (PIB) de ese país. Los acreedores cobraron solo una pequeña parte de las deudas, a costa de que la economía internacional perdiese oportunidades de fortalecimiento y crecimiento.

### Crecimiento de Estados Unidos
Tras el final de la Primera Guerra Mundial, Estados Unidos experimentó un fuerte crecimiento económico, y desplazó al Reino Unido del liderazgo económico mundial. Durante los años previos a la Gran Depresión se incrementó en aquel país la producción y la demanda de sus productos, con una profunda transformación productiva dominada por la innovación tecnológica. Del optimismo y de la bonanza económica también participó la Bolsa, que vivió un prolongado incremento de las cotizaciones, lo que permitió la formación de una burbuja especulativa, financiada por el crédito. Desde antes del verano de 1929, varios indicadores macroeconómicos habían empezado a sufrir un suave descenso, sin que los economistas de la época lo detectaran y se tomaran las medidas preventivas adecuadas.

## Causas
En 1926, la economía mundial se hallaba bastante equilibrada: la producción había vuelto al nivel de anterior a la Primera Guerra Mundial, la cotización de las materias primas parecía estabilizada y los países que atravesaban un periodo de alta coyuntura eran numerosos. Sin embargo, no era un retorno a la belle époque.
Una serie de equilibrios tradicionales quedaban alterados: la producción y el bienestar progresaban de manera espectacular en unas partes (Estados Unidos y Japón), mientras que en otras (Reino Unido en particular), la prosperidad vivida antes de la guerra había desaparecido y la población vivía abrumada por el desempleo y las crisis endémicas.[cita requerida]
Al mismo tiempo, los estadounidenses complicaban de singular manera la posición de los europeos. La deuda internacional no podía pagarse sino con oro o mercancías, y los estadounidenses frenaban sus importaciones de Europa con los nuevos derechos de aduana, cada vez más elevados, al tiempo que utilizaban su superioridad para imponer sus exportaciones a Europa.

### Plan Dawes y Plan Young

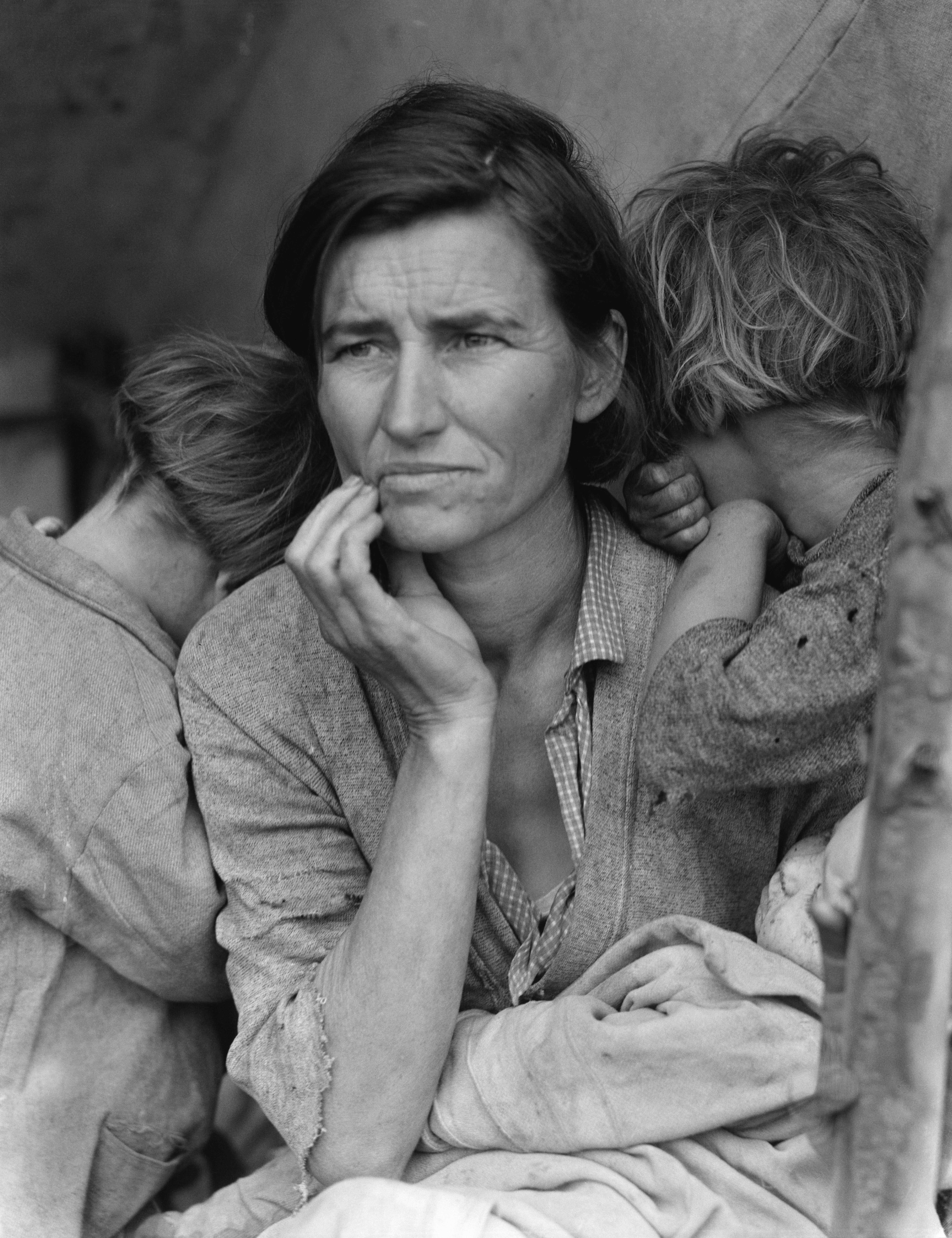
Imagen de la fotógrafa Dorothea Lange que muestra a Florence Thompson (32 años y madre de 7 hijos) en el condado de San Luis Obispo, California, Estados Unidos.

Por otra parte, los Estados Unidos disponían de las mayores reservas de oro del mundo y, para mantener el patrón oro, hubo de conceder cuantiosos préstamos a Europa. Tal fue el origen de los planes Dawes y Young.
En 1917, la economía estadounidense vivía en plena era de prosperidad, y la guerra europea la acrecentó: durante tres años sucesivos, los Estados Unidos fueron los proveedores de un mercado casi ilimitado, mientras las potencias europeas se aniquilaban entre sí. La capacidad industrial de los Estados Unidos también había aumentado considerablemente, y su agricultura progresaba a idéntico ritmo.
Desde 1925, la actividad de la Bolsa de Nueva York había evolucionado tan vertiginosamente como la producción industrial del país. La cotización de las acciones subía regularmente de año en año, y fueron numerosos los estadounidenses que hallaron en la especulación de la bolsa la fuente de una rápida fortuna: la fiebre de operar a la bolsa tentaba a todos los estratos de la población de modo irresistible, tanto rentistas y jubilados como aprendices, que ignoraban todo lo relativo a la industria, a la economía y a la misma bolsa. Todo el mundo consideraba que la economía del país se encaminaba hacia niveles insospechados, y todos estaban persuadidos con que las "mejores acciones" podían conseguirse con muy poco dinero, pensando que debía aprovecharse de aquella buena suerte antes de que pudiera terminarse.
La continua demanda hizo subir las acciones a alturas increíbles, y pronto la cotización en la bolsa fue pura especulación, que nada tenía de común con la auténtica solvencia de la sociedad.
Mientras solo se trató, para el ciudadano medio, de invertir sus economías, la especulación siguió dentro de ciertos límites más o menos razonables, pero transcurrió el tiempo y los estadounidenses empezaron a operar en la bolsa con dinero prestado.
Una acción de cien dólares nominales podía obtenerse solo por diez, mientras el resto, llamado "excedente" -o sea, noventa dólares-, se pagaba a crédito. Si la acción seguía subiendo, todo iba perfectamente: un alza del 10 por ciento, esto es, que pasara de 100 a 110 dólares proporcionando al accionista un beneficio neto del 100 por ciento sobre los 10 dólares que en realidad había desembolsado. En cambio, si la acción bajaba en un 5 o en un 10 por ciento, el corredor bursátil exigía nuevo pago al contado, y si el cliente no podía hacer frente al mismo, se veía obligado a vender con pérdidas, con el fin de cubrirse él y cubrir a otros posibles acreedores.
Entre los pequeños especuladores -decenas de millares de ciudadanos-, eran muy pocos los que poseían reservas de liquidez apreciable.

## Desarrollo de la crisis

### El crac bursátil
La crisis se originó en los Estados Unidos, a partir de la caída de la bolsa de Wall Street de 1929 (conocido como Martes Negro, aunque cinco días antes, el 24 de octubre, ya se había producido el Jueves Negro), y rápidamente se extendió a casi todos los países del mundo.

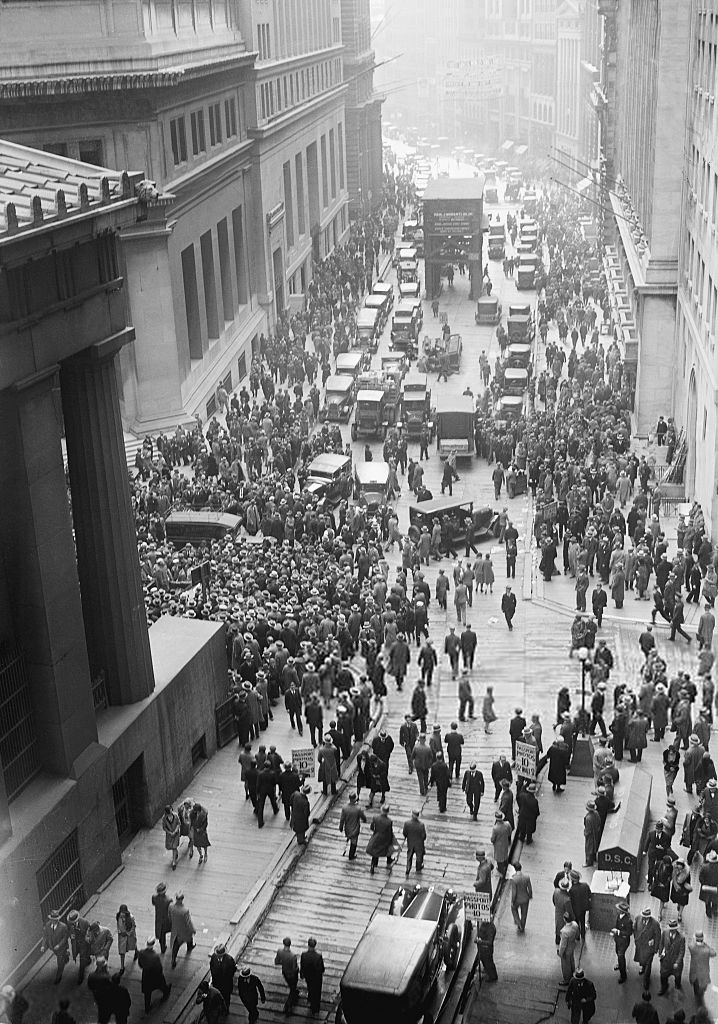
Multitud reunida en la intersección de Wall Street con Broad Street, al enterarse de la quiebra de la bolsa en 1929.

La coyuntura del alza, denominada allí Big Bull Market, descansaba así sobre una base sumamente frágil. Todo el sistema se derrumbó en octubre de 1929, y en pocos días —en cuestión de horas, incluso— las cotizaciones perdieron todo cuanto habían ganado durante meses o, mejor dicho, durante años. Los pequeños especuladores quedaron arruinados y tuvieron que vender con enormes pérdidas, y al cundir el pánico los grandes capitalistas se encontraron también con dificultades.
El 23 de octubre de 1929 las cotizaciones registraron una pérdida media de 18 a 20 puntos, y pasaron de mano en mano unos seis millones de títulos; al día siguiente, nueva caída de las cotizaciones, entre 20 y 30 puntos, e incluso de 30 a 40 para las grandes empresas.
En tan crítico momento, los primeros bancos del país y los corredores de bolsa más destacados intentaron salvar los negocios y reunieron 240 millones de dólares para sostener las cotizaciones mediante compras masivas, y en aquella sola jornada cambiaron de mano trece millones de acciones.
Tan desesperada tentativa produjo solo resultados de carácter momentáneo; el lunes 28 de octubre, se produjo un nuevo descenso de 30 a 50 puntos, y al día siguiente -que pasó a la historia con el nombre de "Martes Negro"- fue la jornada más sombría de Wall Street. El pánico fue absoluto: en pocas horas, dieciséis millones y medio de acciones se vendieron con pérdidas a un promedio del 40 %.
Más tarde, en noviembre, cuando se habían calmado un poco los ánimos, las cotizaciones habían descendido a la mitad desde el comienzo de la crisis de la bolsa, y no menos de 50 000 millones de dólares se habían desvanecido, con lo que quedaron en evidencia la inseguridad y fragilidad de los sistemas financieros.
La quiebra de la Bolsa de Nueva York fue el momento más dramático de una crisis sin precedentes; de todos modos, el derrumbamiento de Wall Street no fue el prólogo ni la causa de la crisis económica mundial: fue solo su más espectacular síntoma.
Los primeros indicios de recesión se dejaban sentir ya en los países productores de materias primas, mientras Wall Street vivía aún en plena euforia, primer síntoma de la falta de vigilancia y prevención de las situaciones cambiantes, por exceso de confianza. La depresión tenía causas múltiples: tras un periodo de fuerte expansión, sobrevino una crisis de coyuntura y adaptación, que podría decirse "normal", pero que estalló con violencia inaudita. De todas formas aquella crisis "normal" hasta cierto punto, era asimismo estructural, resultado de la guerra y sus funestas consecuencias, tales como la presión fiscal, las deudas de guerra y las reparaciones alemanas.[cita requerida]
La racionalización y las nuevas técnicas industriales y agrícolas contribuían igualmente a la crisis. El aumento de producción por hora trabajada, sin aumentar la mano de obra, es beneficioso para la industria, pero no en todas las circunstancias. Un ritmo de expansión demasiado rápido acarrea dificultades de transición y adaptación. La racionalización del trabajo suprime empleos, y los trabajos disponibles para otros sectores de la producción, al haber desempleo, no pueden adaptarse siempre con suficiente rapidez; por tanto, este problema de readaptación provoca, en la mayoría de los países, un bache importante apenas transcurre el periodo de alta coyuntura. Aparte de ello, las dificultades internas y la inestabilidad de la política mundial impedían entonces la elaboración de cualquier planificación a largo plazo.
La quiebra estadounidense no fue en sus comienzos sino una quiebra de índole bolsística, el brusco estallido y desmoronamiento de un mito creado por los especuladores; no obstante, sus consecuencias fueron hondas y duraderas. Las personas arruinadas a causa del derrumbamiento de la bolsa de valores limitaron sus gastos, los afortunados que todavía disponían de algún capital quedaron atemorizados y se negaban a invertirlo de nuevo, y las fuentes de crédito se agotaron. Las consecuencias de todo ello fueron fatales en general para Europa y en particular para la economía alemana, que dependía casi por entero de los préstamos de los Estados Unidos a corto plazo.

### La quiebra del sistema bancario
La inexistencia en los Estados Unidos de un sector bancario fuerte de ámbito nacional y la quiebra inicial de algunos bancos hizo que la crisis bancaria se extendiera por todo el país, lo que multiplicó los efectos de la crisis. La Reserva Federal era la única que podía haber evitado una caída en cadena de los bancos mediante concesión de liquidez de forma masiva a los bancos, pero los gestores de la Reserva Federal, muy al contrario, redujeron la oferta monetaria y subieron los tipos de interés, y provocaron una oleada masiva de quiebras bancarias. Esta reducción de la oferta monetaria también provocó el inicio de un proceso deflacionario y la reducción drástica del consumo y el comienzo de una intensa depresión.

## Efectos de la crisis

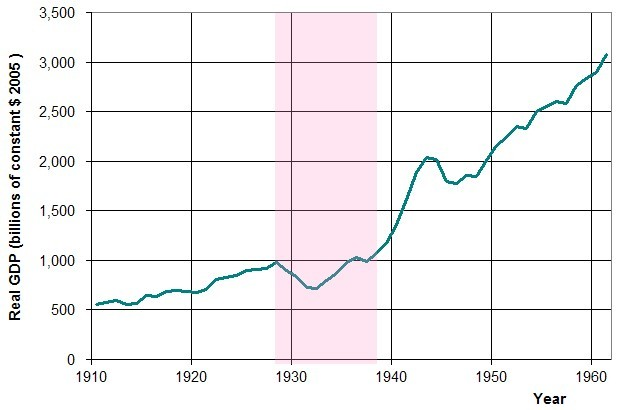
PIB estadounidense en el período 1910–1960. La franja rosa resalta los años de la Gran Depresión (1929–1939).

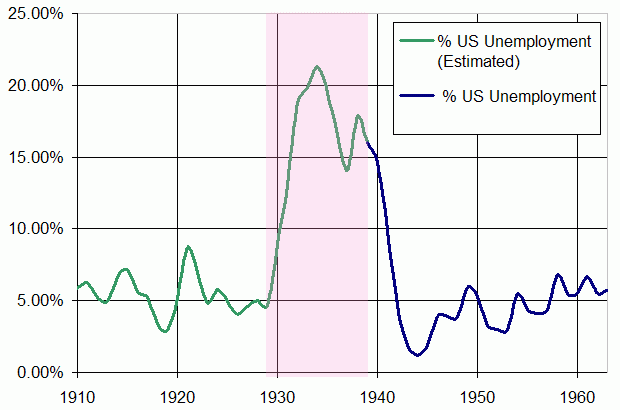
Desempleo en los Estados Unidos en el período 1910–1960. La franja rosa resalta los años de la Gran Depresión (1929–1939).

La depresión subsiguiente fue la peor de la historia estadounidense. Durante al menos tres años y medio todos los indicadores sociales y económicos reflejaron un progresivo deterioro de la situación. En 1932 el producto interno bruto (PIB) había disminuido un 27 %, y la producción industrial, un 50 %. La inversión ni siquiera alcanzaba para el mantenimiento de las instalaciones existentes. Bajo estas presiones, el sistema bancario acabó por derrumbarse. En 1933, el desempleo llegó al 25 %. Solo en 1940 se recobró el nivel de producción previo a 1929, y esto se debió al estallido de la II Guerra Mundial. Durante los primeros años de la depresión, entre 1929 y 1932, el índice general de precios en los Estados Unidos disminuyó el 35.6 %. Muchos economistas piensan que este proceso de deflación fue responsable de la profundidad y duración de la depresión, y también parece probable que esta prolongada deflación solo fue posible por la política del Sistema de Reserva Federal de disminuir la oferta monetaria.
| Año                                                                           | Reducción del PIB (%) |
| ----------------------------------------------------------------------------- | --------------------- |
| 1930                                                                          | 9.9                   |
| 1931                                                                          | 7.7                   |
| 1932                                                                          | 14.9                  |
| Instituto Universitario de Análisis Económico y Social. Universidad de Alcalá |                       |

Los sectores más gravemente afectados por la depresión fueron la agricultura, la producción de bienes de consumo y la industria pesada. Esto provocó que ciudades como Detroit y Chicago, que dependían de la industria pesada, sufrieran la crisis con más intensidad. A su vez, hubo ciudades dependientes de una sola industria que terminaron totalmente arruinadas. En 1932, el nivel de actividad al que estaba funcionando la industria era tan bajo que incluso una eventual demanda del mercado podía ser satisfecha sin necesidad de inversión y sin recurrir a más mano de obra. De modo semejante, el sector de la vivienda estaba también saturado de casas vacías cuyos propietarios no habían podido hacer frente a las hipotecas. Sin embargo, lo que más se resintió fue la confianza de los empresarios, quienes tenían grandes dudas sobre la utilidad de nuevas inversiones. El hundimiento de la bolsa fue además una causa directa de la reducción de los beneficios empresariales y destruyó el incentivo individual al ahorro, y se redujo así el volumen de los recursos destinados a la inversión. El nivel extraordinariamente bajo de los ingresos agrícolas fue decisivo y retardó considerablemente la recuperación. La agricultura fue el sector más deprimido de la economía, y los productores habían disminuido sus ingresos en un 70 %. Gran parte de las cosechas no se vendían, y comenzaron a disminuir la producción demasiado tarde. A su vez, como la gran mayoría de los pequeños agricultores estaban endeudados, se veían forzados a vender sus productos o a perder sus propiedades.
El funcionamiento del sistema bancario estadounidense fue el factor individual que mayor influencia tuvo sobre la profundidad alcanzada por la depresión. Los bancos se apoyaban en unas pocas industrias locales y eran muy susceptibles a las retiradas de fondos. Al producirse una corrida bancaria masiva, los ahorros se tornaron menores que los ingresos y los bancos no podían prestar dinero. A su vez, las garantías, como las casas, contra las cuales se habían vendido los préstamos eran invendibles. A pesar de la debilidad del sistema bancario, su derrumbamiento pudo haberse evitado, pero el gobierno no hizo nada para rescatar a los bancos. Es más, lo que se pensaba en ese entonces era que la depresión suponía una purga que desembarazaría a la economía de sus aspectos menos eficientes, y que las bancarrotas y los despidos eran parte necesaria de este proceso de retorno al equilibrio.

## La difusión de la crisis
La depresión estadounidense de la actividad económica fue acompañada por una reducción adicional del préstamo hacia el extranjero y una fuerte contracción de la demanda de importaciones. Esto produjo una gran reducción del flujo de dólares hacia Europa y el resto del mundo. Dada la importancia de Estados Unidos en la economía mundial, el impacto de su crisis sobre el resto del mundo fue fuerte; por eso se dice que Estados Unidos exportó su crisis. Prácticamente todos los países padecieron declives tanto en la producción industrial como en el PIB, y la URSS fue la principal excepción al estar aislada del capitalismo moderno. El siguiente cuadro muestra la caída de la renta y la producción industrial entre el comienzo de la crisis en 1929 y 1932, año que marcó el momento de mayor profundidad en el descenso de los indicadores económicos.
| País           | PIB 1932 (1929 =100) | Producción industrial 1932 (1929=100%) |
| -------------- | -------------------- | -------------------------------------- |
| Austria        | 80                   | 62                                     |
| Francia        | 86                   | 74                                     |
| Alemania       | 77                   | 61                                     |
| Japón          | 101                  | -                                      |
| Reino Unido    | 95                   | 89                                     |
| Italia         | 98                   | 86                                     |
| Países Bajos   | 93                   | 84                                     |
| España         | 97                   | 84                                     |
| Estados Unidos | 73                   | 62                                     |
| Fuente:        |                      |                                        |

A principios de 1931, si bien persistía la deflación y la desocupación era alta, los países más afectados eran los exportadores de materias primas, y varios de ellos debieron abandonar el patrón oro. Sin embargo, con la quiebra del Credit Anstalt, el principal banco de Austria, se produjo una fuga de capitales en Alemania, Gran Bretaña y en los Estados Unidos, quien decidió terminar con el patrón oro. Hacia finales de 1932, casi todos los países del mundo lo habían hecho.
Alemania logró una moratoria en el pago de las reparaciones de la deuda pero igual decidió aumentar las tasas de interés. Esto provocó una profundización en la caída de la actividad económica y un incremento de la desocupación. La devaluación del marco fue descartada por temor a la inflación. La alta desocupación creó un clima de conflictividad social y política que allanó el camino a la llegada de Hitler al poder. Gran Bretaña, por su parte, abandonó el sistema monetario tradicional dejando flotar la libra, esto produjo su depreciación. Esto fue la demostración del liderazgo británico y permitió que la economía británica se recuperara de forma razonable librada de las condiciones impuestas por una moneda sobrevaluada y altas tasas de interés. 
En poco tiempo se produjo la desorganización y la destrucción parcial de la maquinaria que movía la economía internacional. Los países buscaron una salida individual a la crisis al desaparecer la cooperación financiera. Esto produjo un deterioro de los términos de intercambio y significó el descenso de los precios de las materias primas respecto a los productos manufacturados. En un contexto de escasez de crédito, el resultado para los países periféricos fue la pérdida de reservas y la depreciación del tipo de cambio. Los países periféricos adoptaron dos tipos de políticas: las pasivas y las activas. La pasividad fue el mantenimiento de la ortodoxia monetaria y cambiaría con respecto a los países centrales, y fue realizado por países pequeños con alta dependencia del mercado como Haití, Honduras y Panamá. Las políticas activas fueron modificar el tipo de cambio, controlar las importaciones, intervencionismo estatal e industrialización por sustitución de importación. Estos fueron el caso de Argentina, Brasil y Uruguay.

### El hundimiento del comercio internacional
Unos de los factores de propagación de la crisis fue el hundimiento brutal del comercio internacional; que llegó a perder dos terceras partes del valor alcanzado en 1929. Este descalabro del comercio trasladó los efectos de la crisis hasta aquellos países que tenían sus economías abiertas al exterior.
El hundimiento del comercio internacional se prolongó durante mucho tiempo. En 1938 el valor del comercio mundial se situaba todavía por debajo de la mitad del nivel del año 1929. La razón del mantenimiento de la caída fue la adopción generalizada de políticas comerciales proteccionistas encabezadas por Estados Unidos y Gran Bretaña que desencadenaron una guerra comercial que junto con la bajada de la demanda por la propia depresión redujo el comercio mundial. Durante la década se tomaron diversas medidas:
- Control de cambios: diferentes formas de restricciones oficiales sobre las transacciones privadas de divisas extranjeras. Los gobiernos exigieron de los exportadores las divisas recibidas por sus ventas entregándoselas a los importadores como pago de sus compras, en ambas operaciones el precio era fijado por el gobierno. Esto produjo aislamiento y favoreció el desarrollo de las industrias internas al limitar la entrada de mercaderías.
- Acuerdos bilaterales: buscaban el equilibrio entre las cuentas mutuas de dos países que querían mantener alto el nivel de comercio sin movilizar oro ni divisas. Un ejemplo son los acuerdos de compensación que consistía en una forma moderna de trueque en los cuales no era necesario ningún tipo de movimiento monetario. Otro tipo de acuerdo bilateral era el clearing, que consistía en abrir una cuenta en cada país a través de los cuales se efectuaban los pagos por exportación e importación. Alemania fue uno de los que utilizó estos dos tipos de acuerdos. Finalmente, los acuerdos de pagos, que se establecían entre países con tipo de cambio fijo y países con controles de cambio, buscaban resolver los problemas de deudas congeladas e intereses impagos de los últimos países. Fueron utilizados preferentemente por Gran Bretaña.
- Aranceles al comercio: las tarifas fueron el mayor obstáculo para el intercambio internacional de bienes. Incluso Gran Bretaña, país con fuerte tradición liberal, aprobó una ley de derechos de importación que imponía una tasa del 10 % sobre todas las importaciones fuera de la Commonwealth.

El colapso en el que se encontraba la economía en 1932 fue extendiendo la idea de que era necesaria la colaboración internacional para combatir la crisis comercial y financiera. Por esta razón, se convocó a la Conferencia económica mundial en 1933. Pero como Estados Unidos salió del patrón oro convirtiendo al dólar en una moneda fluctuante, la reunión se clausuró sin ningún éxito.
Tres años más tarde, con el dólar estabilizado, se produjeron nuevos intentos de cooperación internacional como el acuerdo tripartito entre Francia, Gran Bretaña y los Estados Unidos, con el objetivo de regular los tipos de cambio. Varios países hicieron acuerdos regionales como el de la Cuenca del Danubio en el cual Hungría, Rumania, Bulgaria y Yugoslavia concedieron preferencias arancelarias a sus productos. Pero el pacto más famoso fue el realizado por los países de la Commonwealth en la Conferencia de Ottawa celebrada en 1932, donde se acordó un sistema de preferencias mutuas para las importaciones provenientes de los miembros de la comunidad.

## Repercusiones en México
El impacto en la demanda agregada de Estados Unidos debido al crac de Wall Street afectó en gran parte a su nivel de demanda internacional y esto, repercutió en el sector exportador mexicano en una categoría directa ya que era un importante socio comercial. Uno de los productos más importantes de exportación para México era el petróleo, si bien, la exportación de este producto ya había disminuido anteriormente de acuerdo con Brid y Bosch después de 1921 el nivel de la producción petrolera no se volvería a alcanzar y en 1933 solo se alcanzaría el 16 %, la reducción de su demanda reforzó esta tendencia depresiva.
La situación llevó a un deterioro de las reservas internacionales que a su vez afectaron la base monetaria, lo que se traduce en una disminución de la oferta monetaria. Encadenado a esta situación, el tipo de cambio se deprecio en 21.9 % (Cárdenas, 1994) aun con los intentos de las autoridades financieras como la suspensión de pagos de la deuda externa no se logró parar la depreciación de la moneda mexicana.
Durante la década de 1930, entre 355 000 y un millón fueron repatriados o deportados a México; se calcula que entre el cuarenta y el sesenta por ciento de ellos eran ciudadanos nativos de Estados Unidos- abrumadoramente niños. Algunos académicos sostienen que el número sin precedentes de repatriaciones entre 1929 y 1933 fue parte de una "política explícita de la administración Hoover". La repatriación voluntaria fue mucho más común durante las repatriaciones que la deportación formal. Al menos 82 000 de los repatriados fueron deportados formalmente por el gobierno federal. El gobierno mexicano también alentó la repatriación con la promesa de tierras gratis, pero la mayoría de los repatriados optaron por mudarse cerca de familiares y amigos.

### Política monetaria
Si bien se manejaba que México tenía base en el patrón oro, en la práctica se hacía un mayor uso de la plata por lo que se tenía un esquema bimetálico. Ante una depreciación del peso de plata el gobierno aceleró la acuñación de oro y suspendió los pagos de la deuda externa provocando que la oferta monetaria y las reservas internacionales disminuyeran. Las autoridades intentaron mantenerse en el patrón oro internacional estableciendo su uso como política y asignándole recursos, sin embargo, se considera que no era una práctica viable pues no se podía establecer un patrón oro cuando no se contaba con el metal en la oferta monetaria.
También, en medio de la crisis en la que la economía mexicana se veía sumergida, el gobierno tomó medidas como la reducción de salarios e incluso el despido de trabajadores públicos, así como el aumento de algunos impuestos extraordinarios.
El avanzado y profundo estado de la crisis económica aunado a los fallidos intentos considerados como fracasos de las autoridades correspondientes desembocó en la renuncia del secretario de Hacienda, Luis Montes de Oca, lugar o puesto que Alberto J. Pani ocuparía (Pani ya había sido secretario de Hacienda en el mandato de Plutarco Elías Calles) y con su llegada cambiarían las medidas y políticas que se tomarían para salir en la sumergida crisis en la que la economía se encontraba.
El gobierno mexicano ya disponía de ciertas herramientas de recaudación fiscal antes del crac de Wall Street. Es necesario mencionar que los ingresos fiscales (en su mayoría) eran dependientes del sector externo y sus ciclos económicos. Así como los impuestos en las ramas o actividades industriales, por ejemplo, impuesto a la cerveza, textiles, gasolina, electricidad, entre otras. La creación del impuesto sobre la renta fue una herramienta que significó un avance en materia de recaudación fiscal.

## El proteccionismo y la Gran Depresión
La Ley de Aranceles de 1930, más conocida como la Ley Hawley-Smoot, se considera una de las leyes arancelarias más controvertidas jamás aprobadas por el Congreso de los Estados Unidos. La ley elevó el arancel promedio sobre las importaciones gravadas de aproximadamente un 40% a un 47%, aunque la deflación de precios durante la Gran Depresión hizo que la tasa efectiva aumentara hasta casi un 60% en 1932. El arancel Smoot–Hawley fue implementado mientras la economía mundial entraba en una grave recesión. La Gran Depresión de 1929–1933 representó un colapso económico tanto para Estados Unidos—donde el PIB real cayó alrededor de un 25% y el desempleo superó el 20%—como para gran parte del mundo. A medida que el comercio internacional se contrajo, aumentaron las barreras comerciales, el desempleo creció y la producción industrial disminuyó a nivel mundial. Por ello, muchos atribuyen parte de la crisis económica global al arancel Smoot–Hawley. El grado en que esta legislación contribuyó a la gravedad de la Gran Depresión sigue siendo objeto de debate.
Economista Douglas Irwin evalúa el impacto de la Ley Smoot-Hawley: en los dos años siguientes a la imposición del arancel en junio de 1930, el volumen de importaciones de Estados Unidos cayó más del 40%. Irwin muestra que parte de esta caída en el comercio se debe al propio arancel, y no a otros factores como la disminución de los ingresos o las represalias extranjeras. Evaluaciones indican que el arancel Smoot-Hawley redujo las importaciones entre un 4% y un 8% (ceteris paribus). Además, una simulación contrafactual sugiere que casi una cuarta parte de la caída observada del 40% en las importaciones puede atribuirse al aumento del arancel efectivo (es decir, Smoot-Hawley más deflación).
Irwin argumenta que, aunque la Ley Arancelaria Smoot-Hawley no fue la causa principal de la Gran Depresión, sí contribuyó a su gravedad al provocar represalias internacionales y reducir el comercio mundial. Esta ley elevó el nivel medio de los aranceles sobre las importaciones gravadas entre un 15% y un 18%. Lo que mitigó su impacto fue el tamaño reducido del sector comercial en ese momento: solo un tercio de las importaciones totales de EE. UU. en 1930 estaban sujetas a derechos, y esas importaciones gravadas representaban solo el 1,4% del PIB. Según Irwin, no hay evidencia de que la legislación haya alcanzado sus objetivos de creación neta de empleo o recuperación económica. Incluso desde una perspectiva keynesiana, la política fue contraproducente, ya que la caída de las exportaciones superó a la reducción de las importaciones. Aunque la disminución de los ingresos extranjeros fue un factor clave en el colapso de las exportaciones estadounidenses, el arancel también limitó el acceso extranjero a dólares estadounidenses, apreciando la moneda y haciendo que los productos estadounidenses fueran menos competitivos en el exterior. Irwin destaca que una de las consecuencias más dañinas de la ley fue el deterioro de las relaciones comerciales de Estados Unidos con sus socios clave. Promulgada en un momento en que la Sociedad de Naciones intentaba establecer una “tregua arancelaria” global, la ley Smoot-Hawley fue ampliamente percibida como una medida unilateral y hostil que socavó la cooperación internacional. En su evaluación, el impacto más significativo a largo plazo fue que el resentimiento generado impulsó a otros países a formar bloques comerciales discriminatorios. Estos acuerdos preferenciales desviaron el comercio de Estados Unidos y obstaculizaron la recuperación económica mundial.
En un artículo de noviembre de 2024, The Economist observó que la ley, “que aumentó los aranceles medios sobre las importaciones en alrededor del 20% e incitó a una guerra comercial de represalias, fue devastadoramente efectiva: el comercio mundial cayó en dos tercios. Fue tan catastrófica para el crecimiento en Estados Unidos y en todo el mundo que los legisladores no han vuelto a tocar el tema desde entonces. ‘Smoot-Hawley’ se convirtió en sinónimo de una política desastrosa”.
El economista Milton Friedman argumentó que, aunque los aranceles de 1930 causaron daños, no fueron la causa principal de la Gran Depresión. Atribuyó la mayor parte de la culpa a la falta de medidas suficientes por parte de la Reserva Federal.
Paul Krugman escribe que el proteccionismo no conduce a las recesiones. Según él, la disminución de las importaciones (que puede obtenerse mediante la introducción de aranceles) tiene un efecto expansivo, es decir, favorable al crecimiento. Así pues, en una guerra comercial, dado que las exportaciones y las importaciones disminuirán por igual, para todo el mundo, el efecto negativo de una disminución de las exportaciones se compensará con el efecto expansivo de una disminución de las importaciones. Por lo tanto, una guerra comercial no causa una recesión. Además, señala que la tarifa Smoot-Hawley no causó la Gran Depresión. La disminución del comercio entre 1929 y 1933 «fue casi enteramente una consecuencia de la Depresión, no una causa. Las barreras comerciales fueron una respuesta a la Depresión, en parte como consecuencia de la deflación».

## La recuperación en los Estados Unidos

### El primer New Deal
Al asumir Franklin D. Roosevelt la presidencia en 1933 se aprobaron rápidamente varias leyes en el Congreso como fondos asistenciales para desocupados, precios de apoyo para los agricultores, servicio de trabajo voluntario para desempleados menores de 25 años, proyectos de obras públicas en gran escala, reorganización de la industria privada, creación de un organismo federal para salvar el valle del Tennessee, financiación de hipotecas, seguros para los depósitos bancarios y reglamentación de las transacciones de valores. Estas leyes crearon nuevos organismos encargados de llevar a cabo estas medidas. El New Deal, había sido elaborado durante la carrera presidencial por un grupo de intelectuales, que Roosevelt reunió en torno suyo, conocidos como el "Brain Trust".
El problema más importante para Roosevelt era la quiebra casi total del sistema bancario, hasta tal punto que era imposible cobrar un cheque. La producción industrial, por su parte, había tocado fondo en 1932. La crisis bancaria era esencialmente de confianza y pudo ser solucionada fácilmente. En un discurso radial Roosevelt informó la población sobre la reapertura de los bancos incitando a depositar ya que no se corrían más riesgos, por lo que varios individuos volvieron a depositar. La recuperación de los bancos no fue más que el preludio de una revisión a fondo del sistema financiero, gravemente distorsionado desde 1929 por la contracción del crédito, el incremento de las deudas y el impago de las hipotecas.
Otro problema era el desempleo. La primera medida adoptada en este terreno fue la creación de campamentos de trabajo donde los desempleados realizaban tareas de conservación de parques naturales y otros espacios verdes. Si bien el Gobierno federal encaró la realización de obras públicas, estas no llegaron a compensar la enorme reducción experimentada por el gasto a nivel estatal y municipal. El New Deal nunca dispuso de un programa concreto para bajar la desocupación mediante obras públicas ya que se carecían de proyectos de antemano y la planificación requería tiempo. Los proyectos debían autofinanciarse lo que hacía difícil su elaboración. Además, para lograr el máximo beneficio social había que emplear a la mayor cantidad de mano de obra posible, ya sea calificada como no calificada por lo que estos empleos eran tachados de constituir en la práctica una auténtica limosna. No solo el New Deal no pudo disminuir considerablemente el desempleo, sino que los trabajos otorgados eran precarios al tratarse de obras públicas que por su propia naturaleza no duraban mucho tiempo.
El New Deal se enfrentó constantemente al dilema de emplear el dinero en aliviar el sufrimiento actual o en estimular la economía para el futuro. Gran parte de las inversiones del New Deal procedían de los impuestos, ya que de otro modo, el gobierno federal tendría que haber aceptado un déficit presupuestario. Esto significaba que una parte del dinero destinado a pagar el sueldo de los nuevos empleados se deducía del salario del que disfrutaba de un empleo. Esto comprueba que Roosevelt desconocía de fondo las medidas recomendadas por Keynes ya que este indicaba que el aumento de gasto, y en consecuencia, del déficit era algo positivo en épocas de crisis.
Otro problema gravísimo, era el bajo y permanente nivel de las rentas agrícolas. Era necesario aumentar los precios y ello se conseguía disminuyendo la producción agraria. Para lograrlo, se concedían primas a aquellos agricultores que deseaban producir menos. Esto implicaba que al menos una parte del costo recayera sobre el consumidor, que en algunos casos estaba en la miseria si se trataba del proletariado de las grandes urbes. Sin embargo, el aumento del nivel de vida de los agricultores significaba más dinero, más demanda y más empleo.

### El segundo New Deal
El segundo New Deal se implementó en el segundo mandato de Franklin D. Roosevelt y consistió en la promulgación de una ley sobre la vivienda, la puesta en marcha de la seguridad social, la creación de organismos de planificación regional, el respaldo a los sindicatos y un sistema fiscal más progresivo con impuestos más elevados a los ingresos y a la riqueza. Igualmente, las consecuencias de las nuevas imposiciones a los ricos fueron insignificantes y no hubo tal redistribución de la riqueza. En 1929 las constituciones de sindicatos en forma irrestricta. Las empresas tuvieron que aceptar la libertad de sindicación de sus empleados. Se logró la sindicalización de los trabajadores de las industrias de producción en masa; todos los empleados, cualquiera que fuera su calificación, debían integrarse a un mismo sindicato industrial en tanto el gobierno federal los emplearía como "correas de transmisión" de las normas estatales sobre asuntos laborales.
En estas circunstancias, el gobierno cometió un grave error económico que retrasaría en dos años la recuperación. En 1936, el ritmo de expansión era acelerado y los precios subieron rápidamente. Temiendo un auge especulativo, Roosevelt puso fin al déficit presupuestario y al año siguiente la economía se sumió en una depresión que no sufría ningún otro país y aumentó el desempleo. Tan pronto como el gobierno redujo los gastos, los empresarios perdieron la confianza y dejaron de invertir. Roosevelt seguía sin entender la política fiscal, pensaba que era la obra pública y no el déficit presupuestario lo que promovía el empleo. Los gastos federales aumentaron en 1938 pero la hostilidad hacia el New Deal había aumentado. A medida que el desempleo se prolongaba, crecía la impopularidad de Roosevelt.
Si bien se dice que el segundo New Deal fue un ‘giro a la izquierda’, no era en absoluto hostil a los empresarios, lo que hizo fue poner al burócrata donde había fracasado el hombre de negocios hasta que la empresa privada pudiera florecer de nuevo. Por haber sabido evitar una solución más radical fue el salvador del capitalismo. El efecto más perdurable del New Deal fue aumentar el poder del gobierno federal y del presidente en particular: se redujo el poder de los Estados y el presidente y su gabinete sustituyeron al Congreso como principal fuente legislativa. La sociedad estadounidense experimentó una profunda transformación debido al incremento del poder federal y presidencial sobre la economía. Por eso el auténtico legado del New Deal fue revolucionar las expectativas.

### La Segunda Guerra Mundial
En los albores del ingreso de los Estados Unidos en la Segunda Guerra Mundial, doce años después del fatídico 24 de octubre de 1929, el gasto federal equivalía al 10 % del PIB de los Estados Unidos. De una fuerza laboral de 56 millones de trabajadores, el gobierno federal empleaba a cerca de 1.3 millones, el 2.2 % en trabajos civiles y militares regulares y a otros 3.3 millones (5.9 %) en programas de emergencia de alivio laboral. Otros 10 millones, que representaban el 20 % de la población activa, aún estaban desempleados. La deuda nacional había crecido a casi 40 000 millones de dólares.[cita requerida]
Las medidas restrictivas que la administración Franklin D. Roosevelt realizó sobre el comercio, la propiedad y la libre empresa provocaron que el capital necesario para reactivar la economía fuera gravado con impuestos y forzado a pasar a la economía sumergida.[cita requerida] Cuando los Estados Unidos entraron en la Segunda Guerra Mundial, en 1941, Roosevelt intentó cambiar la agenda económica con el resultado de que gran parte de esos capitales se canalizaron a través de la industria bélica en lugar de destinarse a la producción de bienes de consumo. Desde 1940 la Segunda Guerra Mundial ya producía una gran demanda de los productos estadounidenses. En un principio, Estados Unidos sólo iba a intervenir en la guerra como proveedor de productos de guerra a los países aliados (especialmente el Reino Unido y Francia). Esto hizo que el desempleo se redujera porque se revitalizó la industria. Dado que Estados Unidos no había sido atacado no podía intervenir de manera activa en la guerra, pero con el ataque japonés a la base de Pearl Harbor entra de lleno en todos los frentes.
En tiempos de guerra, al presidente Roosevelt se le conceden poderes extraordinarios. Esto le dio poder para organizar un nuevo aparato administrativo y movilizar a la comunidad científica para la guerra. Se fue construyendo lo que va a ser la economía de la posguerra.

## La recuperación europea

### La recuperación en el Reino Unido
La política económica británica en los años 1930 estuvo marcada por la trascendente decisión de abandonar el patrón oro en 1931. La flotación de la Libra no fue acompañada de una mayor intervención estatal como en los otros países. La nueva política británica se sustentó en el crédito barato y en el proteccionismo. Las posibilidades de acceso a préstamos a bajo costo fue uno de los factores que contribuyó a impulsar el mercado de la construcción. Por otro lado, el establecimiento de una política arancelaria dio por finalizado un período de casi noventa años de libre comercio, con la importante consecuencia de colocar al mercado interno como motor del crecimiento. Este rasgo se vinculaba con la pérdida de competitividad de los productos ingleses y con las posibilidades de expansión del consumo de masas que se desarrollaría plenamente en la posguerra.
Si bien la economía británica experimentó una recuperación más prolongada y sostenida que la del resto de los países industriales, hubo dos aspectos negativos importantes: el alto desempleo y la concentración empresarial producto del proteccionismo y la preferencia imperial.

### La recuperación en Francia
La economía francesa, de buen comportamiento en la posguerra, se vio enfrentada a la crisis, cuando en 1931, Gran Bretaña y otros numerosos países decidieron abandonar el patrón oro. Hasta ese momento, la devaluación del franco y el proteccionismo hicieron que Francia fuera alcanzada débilmente por la crisis. El problema se presentó ante la disyuntiva de mantener el patrón oro, favorecido por su gran cantidad de reservas de este material, o devaluar. La decisión de mantener el patrón oro, por el temor a la inflación, impuso una línea de acción deflacionaria para adecuar los precios franceses a los niveles mundiales en un marco de devaluación general. Así, se promovió la deflación mediante la reducción de gastos, una baja en los salarios y el mantenimiento de altas tasas de interés. Esto provocó tensión social, caída de las inversiones y ningún resultado positivo.
Sin embargo, en 1936, un nuevo gobierno de carácter socialista produjo un viraje de significación. Se abandonó el patrón oro con la consecuente devaluación del franco, se realizó un moderado plan de obras públicas, se regularon los precios agrícolas y se aumentaron los salarios. El traslado inmediato de los incrementos salariales a los precios relanzó la inflación y reapareció la tensión social. A principios de 1939 la economía francesa pareció despegar debido al aumento de los gastos militares, pero la entrada en la guerra y la ocupación por parte de Alemania al año siguiente cambiaron el rumbo de la historia de Francia.

### La recuperación en Alemania y el nacimiento del nazismo

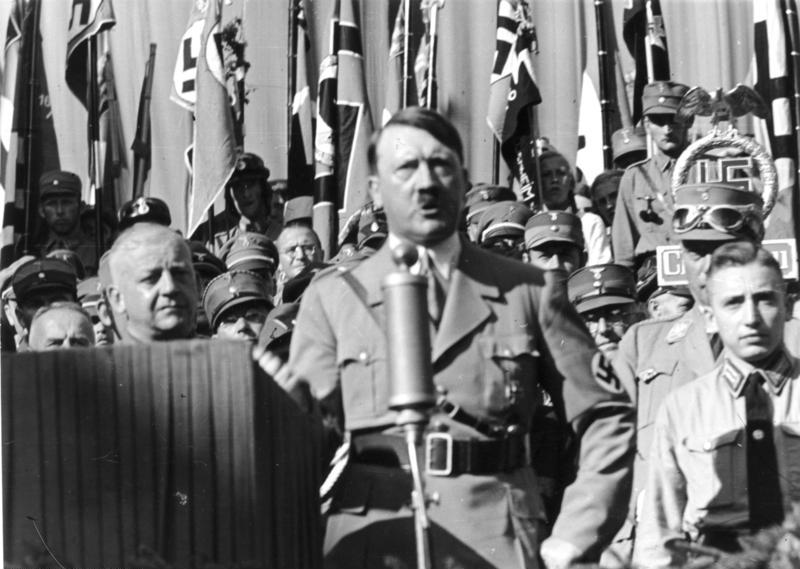
Discurso de Hitler en 1935.

Hacia 1933, la economía alemana no había superado aún el impacto negativo de la política económica implementada por un gobierno que había apostado por la deflación para salir de la crisis. Como la economía alemana dependía fundamentalmente de los préstamos estadounidenses, la reducción de los mismos a partir del 1929, tuvo efectos directos en la economía. La decisión del gobierno de mantenerse en la ortodoxia generó más desempleo, la caída del producto interno bruto y el colapso del sistema bancario. La mala situación social, más el temor del avance del comunismo son claves para entender la llegada de Hitler y el partido Nacional Socialista al poder (que seis años más tarde daría comienzo a la Segunda Guerra Mundial). Los comunistas alemanes fueron acusados del incendio del Reichstag, y en un clima de terror e inseguridad, se le otorgó el poder absoluto de una forma legal y constitucional.
El nazismo se caracterizaba por un ultranacionalismo totalitarista y expansionista, anticomunismo, antiliberalismo, antisemitismo y por la idea de supremacía racial del pueblo alemán. La política nazi en relación con lo económico estuvo caracterizada por el alto grado de intervención estatal. Los objetivos finales de esta política económica eran el control totalitario de la sociedad, los planes bélicos y la idea de superioridad racial. El sistema económico fue parte del sistema político de dominación.
La recuperación alemana comenzada en 1933, estuvo caracterizada por la creación de empleo y en una serie de disposiciones fiscales con el objetivo de favorecer a las grandes empresas. El gasto militar subió del 3 % del PIB en 1933 al 23 % en 1939. El sector estatal fue el mayor inversor y el mayor consumidor en la economía alemana disminuyendo el papel de la economía de mercado por las regulaciones impuestas por el Estado. A su vez, se profundizó la concentración en las distintas áreas de la economía, rasgo característico de la estructura productiva alemana.

## La recuperación mexicana
La recuperación de la economía mexicana se debió en parte a ciertas políticas económicas de índole expansionistas, lo que implicó un cambio en el aparato fiscal de México pero también, a una recuperación de la demanda internacional estimulando las exportaciones mexicanas.

### Sector externo
La recuperación económica en primera instancia se logró por la recuperación del sector externo. El aumento de los precios internacionales, en especial el de la plata y el petróleo que eran los principales productos de exportación de México. De acuerdo con Cárdenas (1994) el valor de las exportaciones en 1934 aumentó un 68.3 % en dólares y 73.3 % en pesos.
Para el caso particular de la plata, en 1933 se publicó el Tratado de Londres con el fin de estabilizar su precio y la Ley de Adquisiciones de Plata de Estados Unidos que le permitía comprar toda la plata mexicana, fueron estimulantes para el escenario internacional de este metal.
Por su parte, el aumento en el uso del automóvil y el uso de energías a nivel mundial generó un incremento en el precio del petróleo, así como el descubrimiento de nuevos yacimientos en suelo mexicano permitió una gran dotación de este producto en el mercado internacional y al igual que la plata se estimuló las exportaciones de este producto.

### Cambio de la política económica
Como se mencionó, un primer vehículo para atender la crisis fue a través de un esquema de políticas ortodoxas y procíclicas bajo la dirección de Montes de Oca. Con Pani como nuevo secretario de Hacienda, se realizaron cambios importantes en materia de política económica contrarios a las acciones llevadas por su antecesor. A continuación, se mencionan algunas de las medidas económicas tomadas.
Se abandonó la defensa del tipo de cambio dejando que el valor del peso “flotara”, a su vez, se abandonó el patrón oro, en los países que abandonaron el patrón oro se observa una recuperación más rápida a diferencia de aquellos que se aferraron. Se apostó por la acuñación de monedas de plata y por aumentar los medios de pago, un claro ejemplo fue el pago con billetes del Banco de México a empleados gubernamentales. El gobierno estableció la meta del pleno empleo como parte importante dentro de sus políticas. También, si bien, se planteaba un balance en las finanzas públicas, las decisiones permitieron un déficit público (contrario al planteamiento de las anteriores administraciones). Muchas de las medidas tomadas desembocaron en un aumento de la oferta monetaria.
En la década de 1920 el Banco de México funcionaba como una banca comercial tradicional, con el otorgamiento del control monopolio en la emisión de billetes y algunos aspectos establecidos en la ley de 1931, ayudaron a reforzar la posición del Banco de México como autoridad monetaria siendo la principal institución encargada del manejo de la política monetaria.
Las acertadas decisiones llevadas a cabo por las autoridades financieras lograron reducir un avance de la crisis y permitieron una recuperación de la dañada economía mexicana. El crecimiento económico nacional a partir de 1933 fue estable y sostenido (Cárdenas, citado por Marichal 2010), además de sentar las bases para el desarrollo económico y la modernización en los gobiernos futuros.

### Sectores económicos
A un nivel interno las distintas actividades productivas resintieron de distintas formas el efecto de la crisis, así, como las medidas económicas llevadas a cabo. La reacción entre actividades económicas fue desigual, destacando un estancamiento del sector agrícola y un repunte del sector industrial.

#### Sector de la agricultura
Por una parte, el sector de la agricultura no creció, por el contrario, se estancó, se puede entender esta situación desde distintas aristas, los precios que se tenían en las zonas urbanas desfavorecían al sector rural junto con una reducción de las tasas de rendimiento del campo provocaron que la inversión en el sector agrícola se estancara.

#### Sector industrial
En comparación, en el sector industrial tuvo un crecimiento significativo e incluso este sector se validó como motor de la economía para este periodo. Es relevante mencionar la importancia del proceso de sustitución de importaciones, si bien este modelo ya funcionaba a finales de la década de 1920, para la siguiente década cobro mayor fuerza aumentando su presencia en la oferta total, se puede derivar que durante este periodo el proceso de industrialización fue intensiva en uso de capital.